# Leptina
La leptina (del grec leptos prim) és una hormona produïda en la seva majoria pels adipòcits (cèl·lules grasses) encara que també s'expressa en l'hipotàlem, l'ovari i la placenta. La leptina és segregada pel teixit adipós que en condicions normals redueix la sensació de gana després d'una ingestió suficient de menjar.
Va ser descoberta el 1994 en el ratolí. Posteriorment, el gen Ob humà es va cartografiar en el cromosoma 7. Es creu que la leptina actua com un lipostat: quan la quantitat de greix emmagatzemat en els adipòcits augmenta, s'allibera leptina en el flux sanguini, el que constitueix un senyal (retroalimentació negatiu) que informa a l'hipotàlem que el cos té prou menjar i que ha d'inhibir l'apetit. Quan augmenta la massa de teixit adipós més enllà del punt d'equilibri, augmenta la síntesi i secreció de leptina pel que s'estimulen diversos efectes compensadors en l'hipotàlem: la disminució de l'apetit per estimulació de pèptids anorexigènics (que produïxen perduda d'apetit) i supressió de la producció dels pèptids orexigènics (del grec orexis que significa apetit); augment la despesa energètica augmentant la taxa de metabolisme basal i la temperatura corporal a més de la modificació del punt d'equilibri hormonal per a reduir la lipogènesi (producció de greixos) i augmentar la lipòlisi (ús de greix acumulat per a produir energia) en el teixit adipós. La regulació de la secreció de leptina és a llarg termini, principalment per variació del nivell de massa corporal i efectes estimulants de la insulina. No obstant això, molts obesos tenen altes concentracions de leptina en sèrum o resistència a la leptina, el que indica que altres molècules com la ghrelina, la serotonina, la colecistoquinina i el neuropèptid I tenen també un efecte sobre la sensació de sacietat i contribuïxen a la regulació del pes corporal.
Després del seu descobriment, la majoria de les investigacions entorn de la leptina es van centrar en el seu paper com factor regulador del pes corporal. No obstant això, estudis posteriors van descriure una àmplia distribució de receptors per a aquesta hormona en diversos teixits perifèrics, obrint-se, així, un vast camp d'investigació sobre les funcions biològiques d'aquesta hormona. La leptina participa en processos fisiològics tan diversos com la reproducció, immunitat o angiogènesi.

## Estructura
La leptina és una proteïna de 167 aminoàcids, que inclouen un pèptid senyal de 21 aminoàcids. La seva estructura tridimensional presenta quatre hèlix alfa i un pont disulfur entre les cisteïnes en posició 96 i 146, sent aquest últim necessari per a l'activitat biològica de l'hormona.

## Síntesi i secreció
La síntesi de leptina s'esdevé principalment, encara que no de forma excloent, a nivell del teixit adipós blanc. Aquest fet va permetre proposar que la secreció de leptina actua com a senyal al cervell, informant sobre la grandària del teixit adipós i actuant com factor saciant. El teixit adipós marró o greix marró també sintetitza leptina, encara que en menor mesura. El paper de la leptina secretada en el teixit adipós marró no és clar encara que podria ser únicament un aporti extra de leptina al torrent circulatori com reflex del total del teixit adipós. La regulació de l'expressió de leptina depèn en gran manera dels dipòsits grassos de l'organisme. Així, els adipòcits de major grandària produïxen més leptina, mentre que els adipòcits del greix visceral secreten menys leptina que els adipòcits del greix subcutània. La quantitat de triacilglicèrids emmagatzemats en l'adipòcit és també proporcional a la quantitat de leptina produïda per cada adipòcit. Per aquesta raó, els nivells circulants de leptina són proporcionals a la quantitat de greix corporal.
La secreció de leptina varia d'acord amb el ritme circadiari, sent secretada de forma pulsàtil i modulada per la insulina i altres hormones. La seva freqüència és d'aproximadament un pols cada 45 minuts. La seva concentració augmenta a poc a poc durant el dia i arriba a un bec durant la mitjanit, per a decréixer fins a l'inici d'un nou cicle. Aquest patró depèn també de l'alimentació. D'aquesta forma, les concentracions circulants de leptina augmenten en les primeres hores després de la ingesta i continuen el seu ascens en cas de sobrealimentació. En situacions de dejuni, hi ha un descens en la producció de leptina. D'altra banda, sembla que els canvis en el patró de secreció associats a l'alimentació estan més relacionats amb la concentració plasmàtica d'insulina que amb el pes corporal. Això es deu al fet que la insulina estimula l'expressió de la leptina en adipòcits aïllats i, per tant, eleva el seu nivell circulant.
Un cop secretada al torrent circulatori, la leptina circula parcialment unida a proteïnes plasmàtiques, sent la proporció de leptina unida a proteïnes inferior en individus obesos. El receptor OB-Re circula unit a la leptina i funciona com un regulador de la concentració d'hormona lliure. Els nivells sèrics de leptina en persones amb pes normal oscil·len en el rang d'1-15 ng/ml, encara que en individus amb un índex de massa corporal (IMC) superior a 30 es poden trobar valors de 30 ng/ml o fins i tot superiors. Té una vida mitjana similar en individus obesos i no obesos, de prop de 25 minuts en el cas de l'endògena i de 90 minuts aproximadament en el cas de la leptina exògena.
L'eliminació de la leptina es porta a terme principalment per via renal. La leptina és metabolitzada és especial per les cèl·lules epitelials renals. Aquestes internalitzen la molècula per mitjà d'un mecanisme intervingut per receptors "curts", raó per la qual la seva concentració augmenta en pacients amb insuficiència renal.

## Factors reguladors

### Neuropèptid I
En el nucli arquejat hipotalàmic es produïx Neuropèptid I (NPY). Aquest neurotransmissor arriba a través de les projeccions i de les neurones d'aquest nucli fins al nucli paraventricular, que és la zona on s'allibera. El NPY augmenta la ingesta i disminueix la termogènesi. El principal mecanisme pel qual la leptina regula l'apetit és inhibint la síntesi i secreció de NPY.
Existeixen diversos estudis que han demostrat que l'augment de NPY duu a un augment de la sensació de fam i amb això a la hiperfàgia que al llarg termini conduiria a l'obesitat. Existeixen evidències que la leptina actua a nivell del nucli arcual impedint la formació de NPY.

### Hormones tiroidals
Existeix una relació lògica entre la leptina i les hormones tiroidals: la leptina augmenta l'activitat simpàtica sistèmica i en el teixit adipós i el múscul produint un augment de la termogènesi.
Les hormones tiroidals constitueixen un factor principal en la regulació del metabolisme basal, de la termogènesi i de l'activitat simpàtica.
Tant les hormones tiroidals com la leptina augmenten l'activitat de la proteïna desacobladora mitocondrial (UCP1) i amb això afavoreixen la termogènesi. És probable que les hormones tiroidals puguin tenir un paper en la regulació i producció de leptina pels adipòcits, possiblement inhibint els seus nivells.
La leptina pot inhibir directament la producció de glucocorticoides en les glàndules suprarenals i, atès que els corticoides produeixen un efecte directe sobre les cèl·lules del nucli paraventricular reduint els nivells de TRH, l'augment dels nivells de leptina pot augmentar, de manera indirecta, l'activitat tiroidal. D'altra banda, la leptina causa una inhibició de la producció de NPY en el nucli arcual la qual cosa augmentaria també la producció de TRH.
Sembla que en els estats de dejuni, el que interessa és l'estalvi d'energia i per això, l'augment de cortisol i la disminució de la leptina produirien una disminució dels nivells de TRH, tant per acció directa del cortisol a nivell central com per l'augment del NPY hipotalàmic. Per contra, en un estat d'abundància calòrica, a l'augmentar els nivells de leptina i disminuir els de cortisol, es produiria un augment de la termogènesi i del metabolisme basal, tant per acció de la leptina i hormones tiroidals sobre UCP1 com per la disminució del NPY hipotalàmic.

## Factors externs
Al Centre de Regulació Genòmica (CRG) de Barcelona s'ha investigat amb ratolins, als quals se'ls ha afegit barretes de xocolata al seu pinso, per experimentar perquè deixa de ser eficaç la leptina, i què fa que de vegades seguim menjant sense sentir que "estem tips", que seria el senyal que aquesta hormona ens hauria d'enviar. Sembla que a més dels factors sensitius, en l'apetit, les ganes de menjar i lsa sacietat influeixen les emocions, com l'ansietat o l'estrès. En aquesta casos el menjar pot ser addictiu, "com una droga". Així, en condicions d'estrès o ansietat, busquem una compensació en el plaer generat pel menjar. El cervell es torna insensible a la leptina i per això perd la capacitat de regular la ingestió.
Al cas dels ratolins, van menjar tanta xocolata que es van considerar xocolataddictes, cada vegada en menjaven més i més ràpid, i fins i tot es despertaven a la nit per a menjar-ne. Els investigadors interpreten que el seu cervell s'ha acostumat tant a aquest "plaer", és a dir, que havien activat tantíssimes vegades el centre del plaer, que havien perdut la seva sensibilitat. Ja no menjaven per buscar el plaer, sinó per compensar la seva absència.

## Mutacions en el genob
Les mutacions en el gen Ob murí ocasionen que els ratolins portadors de la mutació (ratolins ob/ob) manquin de leptina sèrica i presentin un fenotip d'obesitat severa associada a altres problemes com menor temperatura corporal, menor activitat locomotora, menor activitat del sistema immunitari i infertilitat. L'administració de leptina exògena corregeix aquestes alteracions. Aquest fet va fer plantejar la hipòtesi que l'obesitat podria deure's a una mutació en el gen Ob humà i, per tant, l'administració de leptina exògena podria ser la panacea en el tractament de l'obesitat. No obstant això, aquesta idea es va esvair al comprovar que la freqüència d'aquesta mutació en la població obesa és extraordinàriament baixa i que la gran majoria dels pacients obesos presenten alts nivells de leptina sèrica. Els escassos casos clínics d'humans amb deficiència congènita de leptina es caracteritzen per un fenotip similar al trobat en els ratolins ob/ob, caracteritzat per obesitat severa, hiperfàgia i hiperinsulinèmia.